# パウル・デ・ラ・クエスタ
パウル・デ・ラ・クエスタ・エスナル（スペイン語: Paul de la Cuesta Esnal、1988年11月28日 - ）は、スペイン・バスク州ギプスコア県サン・セバスティアン出身のスキー選手（アルペンスキー）。2010年バンクーバーオリンピックと2014年ソチオリンピックに出場した。

## 経歴
2007年にスウェーデンのオーレで開催された2007年アルペンスキー世界選手権では大回転に出場した。2009年にフランスのヴァル＝ディゼールで開催された2009年アルペンスキー世界選手権では、滑降で26位となり、大回転で46位となった。2010年にはカナダのバンクーバーで開催された2010年バンクーバーオリンピックに出場し、大回転で32位、スーパー大回転で35位、滑降で51位となった。
2011年にドイツのガルミッシュ＝パルテンキルヒェンで開催された2011年アルペンスキー世界選手権では、滑降・大回転ともに37位となった。2013年にオーストリアのプラナイで開催された2013年アルペンスキー世界選手権では、複合で18位、滑降で33位、スーパー大回転で37位となった。2014年にはロシアのソチで開催された2014年ソチオリンピックのアルペンスキー競技に出場し、複合で22位、滑降で28位、大回転で36位となった。
2015年1月に足首を負傷し、2016年11月に引退を決意した。父親は歯科医、おじは口腔顎顔面外科医であり、引退後には歯学を勉強している。

## 成績

### 冬季オリンピック
| シーズン | 日付         | 場所          | 種目           | 順位     |
| -------- | ------------ | ------------- | -------------- | -------- |
| 2010     | バンクーバー | 2010年2月15日 | 滑降           | 51位     |
| 2010     | バンクーバー | 2010年2月19日 | スーパー大回転 | 35位     |
| 2010     | バンクーバー | 2010年2月23日 | 大回転         | 32位     |
| 2014     | ソチ         | 2014年2月9日  | 滑降           | 28位     |
| 2014     | ソチ         | 2014年2月14日 | 複合           | 22位     |
| 2014     | ソチ         | 2014年2月16日 | スーパー大回転 | 途中棄権 |
| 2014     | ソチ         | 2014年2月19日 | 大回転         | 36位     |